# Get Out
Get Out (titulada ¡Huye! en Hispanoamérica y Déjame salir en España) es una película de terror estadounidense de 2017 dirigida y escrita por Jordan Peele, en su debut como director de un largometraje. Protagonizada por Daniel Kaluuya, Allison Williams, Bradley Whitford, Catherine Keener, Caleb Landry Jones, Lil Rel Howery y Lakeith Stanfield, la cinta relata la historia de un joven afroamericano (Kaluuya) que descubre oscuros secretos cuando visita a la familia de su novia blanca (Williams). 
El rodaje inició en febrero de 2016 en Fairhope (Alabama) y luego se trasladó a la academia Barton y a la zona de Park Place en Mobile (Alabama); toda la película se filmó en 23 días. Su estreno oficial tuvo lugar en el Festival de Cine de Sundance el 23 de enero de 2017 y Universal Pictures la llevó a las salas de cine de Estados Unidos el 24 de febrero del mismo año. El filme recibió elogios de la crítica por su guion, dirección, interpretación y crítica social; fue además un éxito comercial al recaudar 255 millones de dólares en todo el mundo con un presupuesto de 4,5 millones, lo que la convierte en la décima película más rentable de 2017.
Get Out fue elegida por el National Board of Review, el American Film Institute y la revista Time como una de las diez mejores películas del año, y ha sido incluida por medios como Collider, Entertainment Weekly, Fangoria y Paste como uno de los mejores filmes de terror de la década de 2010. Obtuvo numerosos galardones, entre ellos el Premio Óscar al mejor guion original (Peele) y nominaciones a mejor película, mejor director (Peele) y mejor actor (Kaluuya) en la misma ceremonia. Sin embargo, siendo la sexta película de terror en ser nominada al Mejor película. También obtuvo cinco nominaciones en los Critics' Choice Awards, dos en los Globos de Oro y dos en los Premios BAFTA.

## Argumento
Chris Washington, un fotógrafo afroamericano de Brooklyn, siente aprensión mientras se prepara para viajar a conocer a la familia de su novia blanca, Rose Armitage. Más tarde, en la casa de los Armitage en la zona rural del norte del estado de Nueva York, el hermano menor de Rose, Jeremy, y sus padres, el neurocirujano Dean y la hipnoterapeuta Missy, hacen comentarios desconcertantes sobre los negros. Chris es testigo también de un comportamiento extraño del ama de llaves negra de la finca, Georgina, y del jardinero Walter.
Chris no puede dormir y Missy lo presiona para que realice una sesión de hipnoterapia para curar su adicción al tabaco. En un trance, expresa su culpa por la muerte de su madre en un atropello y huida cuando era un niño, y se hunde en un vacío que Missy llama el «lugar hundido». A la mañana siguiente, asume que el encuentro fue un sueño hasta que Walter reconoce su breve encuentro la noche anterior. Georgina desenchufa su teléfono móvil «accidentalmente», agotando la batería.
Decenas de blancos adinerados llegan a la reunión anual de los Armitage. Expresan admiración por el físico de Chris y por figuras negras como Tiger Woods. Jim Hudson, un comerciante de arte ciego, tiene un interés particular en las habilidades fotográficas de Chris. Chris conoce a otro hombre negro, Logan King, que se comporta de manera extraña y que está casado con una mujer blanca mucho mayor. Chris llama a su amigo, el oficial de la TSA Rod Williams, y le habla sobre el extraño comportamiento. Chris intenta fotografiar a Logan sin llamar la atención, pero cuando se dispara el flash, Logan se pone histérico y le grita a Chris que «salga». Los otros lo detienen y Dean afirma que Logan tuvo un ataque epiléptico.
Lejos de la fiesta, Chris convence a Rose de que deben irse. Mientras tanto, Dean organiza una subasta con una foto de Chris, que gana Hudson. Rod reconoce a «Logan» como Andre Hayworth, un hombre desaparecido. Ante la sospecha de una conspiración, Rod acude a la policía, pero nadie le cree. Mientras Chris empaca para irse, encuentra fotos de Rose en relaciones anteriores con personas negras, incluidos Walter y Georgina, lo que contradice su afirmación de que Chris es su primer novio negro. Intenta salir de la casa, pero Rose y su familia lo bloquean. Chris ataca a Jeremy, pero Missy usa un «disparador» que implantó durante su hipnosis, dejándolo inconsciente.
Chris se despierta atado a una silla en el sótano. En una presentación en video, el abuelo de Rose, Roman, explica que la familia trasplanta sus cerebros al cuerpo de otras personas, otorgándoles características físicas preferidas y una forma retorcida de inmortalidad. Hudson le dice a Chris que la conciencia del anfitrión permanece en el «lugar hundido», consciente pero impotente. Aunque los Armitage se dirigen principalmente a los negros, Hudson revela que quiere el cuerpo de Chris solo para ver y sus habilidades fotográficas. Missy realiza hipnosis, aparentemente noqueando a Chris.
Cuando Jeremy viene a buscar a Chris para la cirugía, Chris lo golpea hasta dejarlo inconsciente, habiendo bloqueado la hipnosis taponándose los oídos con un relleno de algodón sacado de la silla. Él empala a Dean con las astas de una cabeza de ciervo decorativa, lo que hace que Dean derribe una vela, prendiendo fuego a la sala de operaciones con Hudson adentro. Chris mata a Missy, pero Jeremy lo ataca mientras se dirige hacia la puerta; domina y mata a Jeremy antes de irse en su coche, pero golpea a Georgina. Al recordar la muerte de su madre, lleva a Georgina al auto. Sin embargo, poseída por la abuela de Rose, Marianne, ella lo ataca. Durante la lucha, el coche se estrella y la mata.
Rose lo detiene con Walter, quien está poseído por Roman. Chris usa el flash de su teléfono para neutralizar a Roman, lo que le permite a Walter recuperar el control de su cuerpo. Walter toma el rifle de Rose, le dispara en el estómago y se dispara a sí mismo, matándolo a él y a Roman. Chris comienza a estrangular a Rose, pero se detiene cuando un coche patrulla de la policía llega a la escena. Rod sale del coche patrulla y rescata a Chris, dejando a Rose sangrando en el camino.

## Reparto
- Daniel Kaluuya como Chris Washington, un joven fotógrafo afroamericano que es invitado por su novia Rose a visitar a su familia.
  - Zailand Adams como Chris de once años.
- Allison Williams como Rose Armitage, novia blanca de Chris.
- Bradley Whitford como Dean Armitage, un neurocirujano y padre de Rose.
- Catherine Keener como Missy Armitage, una hipnoterapeuta y madre de Rose.
- Lil Rel Howery como Rod Williams, un oficial de la TSA y el mejor amigo de Chris.
- Caleb Landry Jones como Jeremy Armitage, el hermano de Rose.
- Marcus Henderson como Walter, el jardinero de los Armitage.
- Betty Gabriel como Georgina, la ama de llaves de los Armitage.
- Lakeith Stanfield como Andre Hayworth/Logan King, joven secuestrado seis meses antes de los acontecimientos de la película.
- Erika Alexander como la detective Latoya.
- Stephen Root como Jim Hudson, un comerciante de arte.
- Jeronimo Spinx como el detective Drake.
- Ian Casselberry como el detective García.
- Geraldine Singer como Philomena King.

El director y escritor Jordan Peele aportó el sonido de un venado herido y la narración de un comercial de la United Negro College Fund.

## Producción

### Antecedentes y desarrollo

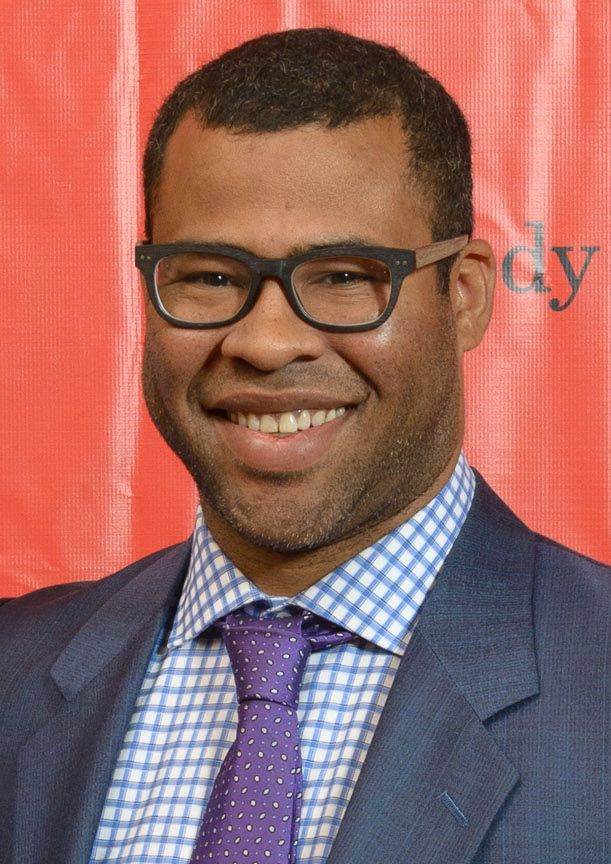
Get Out supuso el debut como director de Jordan Peele.

El actor y cineasta Jordan Peele desarrolló la idea del filme durante las primarias presidenciales del Partido Demócrata de 2008, en las que participaron Barack Obama y Hillary Clinton. Para Peele, dicha elección conllevaba el inconveniente del «género y la raza», pues solamente uno de los dos candidatos podría competir en las elecciones presidenciales: «El racismo y el sexismo se consideraban dos problemas paralelos. Así que pensé que, si se podía hacer una película tan entretenida como Rosemary's Baby y The Stepford Wives, que tienen lo que debería ser una noción igualmente ofensiva —que los hombres van a conspirar contra las mujeres— podía hacerse con la raza».
Peele, quien había trabajado principalmente en el género de la comedia, conoció en 2013 al productor cinematográfico Sean McKittrick gracias a su compañero de profesión Keegan-Michael Key. McKittrick describió el encuentro:

Estaba rodando una película con Keegan-Michael Key y Me dijo: «Tienes que conocer a Jordan, es un fanático del terror y tiene todas estas ideas». Jordan y yo nos reunimos para tomar un café en Nueva Orleans y me dijo: «Tengo una que nunca querrás hacer», y me contó toda la historia [...] Me fascinó, así que dije justo en la mesa: «Está bien, voy a comprar esta propuesta y te pagaré para que la escribas». Creo que [Peele] estaba un poco sorprendido.

Peele escribió el primer borrador del guion en dos meses, pues tenía concebida la historia desde hace algunos años. Durante este proceso decidió que quería dirigir el filme: «He visto tan pocas películas de terror en las que una persona negra haya ocupado la silla de director que pensé: "¿que por qué no yo?"».
Para escribir la historia, Peele obtuvo inspiración de los filmes Rosemary's Baby (1968) y The Stepford Wives (1975) porque «a medida que se desarrollan, revelan más y más acerca del horrible camino que tomará [la historia]». Aunque Get Out trata el tema del racismo, Peele declaró que la historia es «muy personal», aunque igualmente señaló que «se aleja de cualquier cuestión autobiográfica». Para él, la comedia y el terror son géneros similares porque son «de las pocas formas de abordar los horrores de la vida real y las injusticias sociales de una manera entretenida», y señaló que considera que su experiencia como comediante le dio «una especie de entrenamiento» para escribir la película.
Peele desarrolló el guion durante un año a través de la compañía QC Entertainment, a la que pertenecía McKittrick. El productor Scoop Wasserstein leyó el guion y lo recomendó a Jason Blum, el director ejecutivo de Blumhouse Productions, quien aceptó la propuesta de Peele de ser el director tras valorar su experiencia previa como showrunner. Blum estableció como condiciones que la película no excediera un presupuesto de cinco millones de dólares y que ninguno de los involucrados ganara dinero si el filme no era rentable tras su paso por las salas de cine. Para prepararse para su nuevo rol como director, Peele buscó asesoría de cineastas como Peter Atencio, Edgar Wright, Lucky McKee y Leigh Whannell.

### Elección del reparto
Los actores Daniel Kaluuya y Allison Williams fueron elegidos en noviembre de 2015. Peele escogió a Kaluuya para interpretar el personaje principal de Chris Washington después de ver su actuación en el episodio «Fifteen Million Merits» del seriado británico Black Mirror. En una entrevista con Los Angeles Times, Kaluuya afirmó que la escena de la fiesta, en la que Chris debe socializar con blancos adinerados desconocidos, le impactó especialmente porque ya había vivido experiencias similares. El actor describió a su personaje como alguien que «se siente como un hombre común [...] Es ese tipo que todo el mundo conoce, que ha estado en la clase de todo el mundo en la escuela».
Peele seleccionó a Williams para el papel de Rose, la novia blanca de Chris, como una táctica para desorientar al público. La actriz afirmó más tarde que el público blanco suele malinterpretar las motivaciones de su personaje al hacerla parecer una víctima de su propia familia, interpretación que ella rechaza, ya que considera que Rose es simplemente malvada. La escena en la que su personaje bebe de un vaso de leche mientras estudia a posibles futuras víctimas fue concebida poco antes del rodaje para añadir un elemento espeluznante adicional. «(I've Had) The Time of My Life», canción utilizada en la escena, se usó para reflejar el distanciamiento emocional de Rose.
Catherine Keener, Caleb Landry Jones y Lil Rel Howery se unieron al reparto en diciembre de 2015, y en enero de 2016 fue anunciada la inclusión de Bradley Whitford. Betty Gabriel y Lakeith Stanfield se vincularon al proyecto en febrero de 2016. Peele le ofreció un papel en el filme a la actriz y comediante Tiffany Haddish, pero declinó la oferta porque la historia le pareció extrema: «Un hombre blanco intentando sacar el alma de la gente de su cuerpo y abriendo cerebros [...] Eso suena como algo demoníaco para mí».

### Rodaje

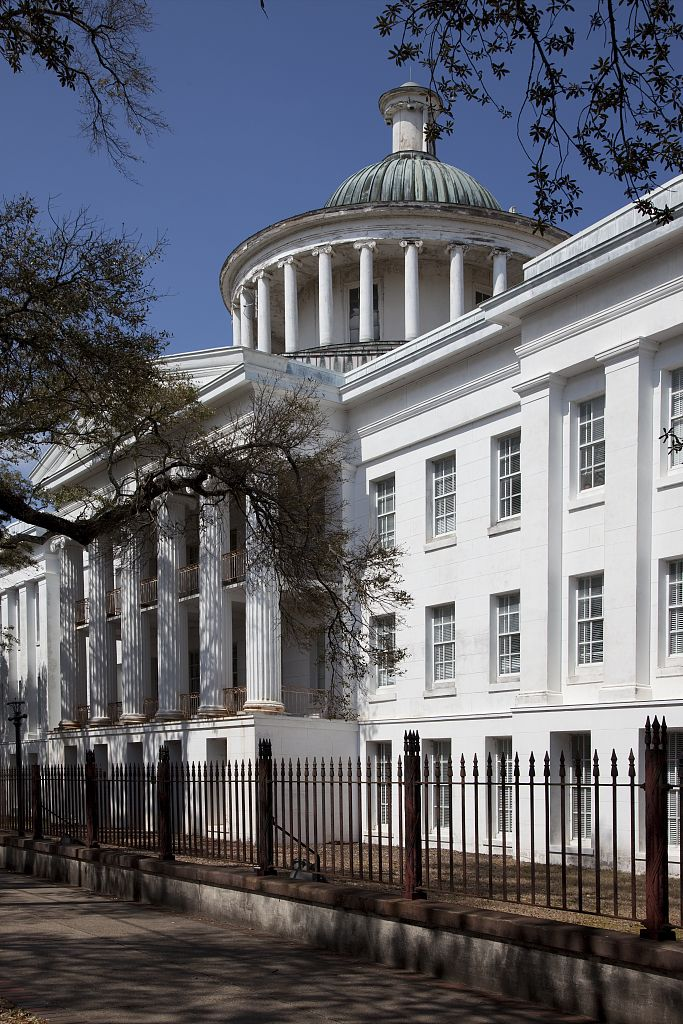
La película se rodó parcialmente en la academia Barton, un edificio histórico de estilo griego ubicado en Mobile (Alabama).

El rodaje comenzó en febrero de 2016 en Los Ángeles con la filmación de la secuencia de Lil Rel Howery en el Aeropuerto Internacional de Los Ángeles, aunque poco tiempo después debió trasladarse al estado de Alabama por problemas fiscales en la ciudad californiana. Las escenas de los exteriores e interiores de la casa se rodaron en el 6892 de Heathcroft Lane, en la ciudad de Fairhope, mientras que la secuencia del sótano fue filmada en la academia Barton en la localidad de Mobile. La escena inicial del secuestro se rodó en el distrito de Park Place, al este de dicha ciudad. La etapa de rodaje tardó en total 23 días.
Durante el rodaje en Fairhope, Williams rentó una casa con un gran patio en el que todos solían reunirse después de las jornadas de filmación. Según ella, esta experiencia reforzó los lazos entre ellos: «Nos unimos mucho más como resultado, porque por las noches y los fines de semana salíamos todos juntos, mientras que, si hubiéramos permanecido en Los Ángeles, habría sido más como un trabajo que como una vida». La mayoría de los involucrados en la filmación se hospedó en un hotel en Fairhope en el que anteriormente funcionaba un hospital confederado; a McKittrick le recordó al hotel Overlook de la película El resplandor de Stanley Kubrick. Kaluuya contó que no quiso conocer más el lugar porque había exhibidas «muchas banderas confederadas» y porque tenían «demasiado racismo del que hablar como para ver el racismo que [los] rodeaba». El rodaje coincidió con la campaña para las elecciones presidenciales de 2016, y Betty Gabriel aseguró que en el pueblo había una notable predilección por el candidato Donald Trump.
Aunque inicialmente tenía sus reservas sobre llevar a cabo la filmación en Alabama, Peele reconoció que la gente fue muy amable y receptiva. No obstante, el director nunca quiso ambientar su historia en ningún estado del sur. Durante una entrevista en 2017 afirmó que evitó deliberadamente ambientar la película en cualquiera de los estados rojos: «Era muy importante para mí que los villanos de esta película no reflejaran el típico sujeto de estado rojo que suele ser categorizado como racista. Me parecía demasiado fácil». Peele quería que el filme «explorara la falsa sensación de seguridad que cualquiera puede tener con un sujeto liberal de Nueva York». Según Geoff Herbert del diario Post-Standard, la película está ambientada en el norte del estado de Nueva York.

### Finales posibles
Peele pensó originalmente para el final de la película que Chris fuera detenido por la policía por el asesinato de Rose y su familia, reflejando la realidad del racismo. Rod hablaría con Chris en prisión para obtener información de los Armitage, a lo que Chris respondería que ya ha terminado con ellos y que todo está bien. Sin embargo, cuando la producción ya había comenzado, varios casos de tiroteos entre la policía y personas de raza negra tuvieron lugar y, en palabras de Peele, cambió la situación que rodea al racismo, «despertándola más», y decidió que la película necesitaba un final feliz.
Peele consideró otros finales, algunos presentes en el DVD y Blu-ray. Por ejemplo, en uno Rod se cuela en la propiedad, encuentra a Chris, pero al llamarlo por su nombre este responde «te aseguro que no sé de quién hablas».

## Recepción

### Taquilla
En los Estados Unidos y Canadá, Get Out fue lanzado el 24 de febrero de 2017, junto a Collided y Rock Dog, y se esperaba que recaudase de 20 a 25 millones de dólares en 2.773 salas de cine en su primer fin de semana. La película logró recaudar 1.8 millones de dólares en los preestrenos y 10.8 millones de dólares en su primer día. Completó su primera semana con 33.4 millones de dólares, siendo la más taquillera de su semana. El 38% de la audiencia del fin de semana de apertura de la película era afroamericano, mientras que el 35% era de raza caucásica, con Georgia siendo su mercado más rentable. En su segundo fin de semana la película termina en el segundo lugar en la taquilla detrás de la película recién estrenada Logan (88.4 millones de dólares), ganando en total $ 28.3 millones de dólares. Fue una caída de sólo el 15,4%, mucho mejor que la media de las películas de terror, que tienden a caer al menos un 60% en su segunda semana.

### Críticas
Get Out ha recibido reseñas positivas de parte de la crítica y de la audiencia. En el portal de internet Rotten Tomatoes, la película posee una aprobación de 98%, basada en 299 reseñas, con una calificación de 8.3/10, y un consenso crítico que dice: «Es divertida, asusta y da que pensar. Get Out teje sutilmente sus mordaces críticas sociales en una brillantemente efectiva y entretenida mezcla de terror y comedia». Es una de las diez películas que tienen 99% de positivos (o mejor) tras superar los 100 votos, siendo además la producción mejor votada del 2017. La página Metacritic le ha dado a la película una puntuación de 84 de 100, basada en 48 reseñas, indicando «aclamación universal». El público consultado por CinemaScore dio a la película una calificación promedio de «A-» en una escala (de evaluación estadounidense) de A+ a F.
Richard Roeper dio a la película 3,5 sobre 4 estrellas, diciendo: «La verdadera estrella de la película es el director y guionista Jordan Peele, que ha creado una obra que aborda la miríada de niveles de racismo, rinde homenaje a algunas grandes películas de terror, dibuja su propio camino creativo, tiene un estilo visual distintivo, y es simple y llanamente divertida también». Keith Phipps, de Uproxx elogió el reparto y la dirección de Peele, señalando: «Que aporte la habilidad técnica de un maestro del terror es una sorpresa. Lo más emocionante de Get Out - más allá de la lenta formación de la sensación de peligro, la atmósfera inquietante, y la revelación enrevesada de lo que realmente está pasando - es que Peele apenas está empezando». Mike Rougeau de IGN dio 9/10, y escribió: «Todo el viaje de Get Out, a través de cada conversación tensa, brillantes frases y espantosos actos de violencia, parece totalmente merecido. Y la conclusión bien merece cada risa incómoda y cada momento de duda». Peter Travers de Rolling Stone le dio 3,5/4, y lo nombró «espectáculo de horror trepidante mezclado con tensión racial y un ingenio satírico afilado».

### Premios y nominaciones
| Año  |                      | Categoría                          | Persona                                       | Resultado |
| ---- | -------------------- | ---------------------------------- | --------------------------------------------- | --------- |
| 2017 | Premios Óscar        | Mejor película                     | Jason Blum, Edward H. Hamm Jr. y Jordan Peele | Nominado  |
| 2017 | Premios Óscar        | Mejor director                     | Jordan Peele                                  | Nominado  |
| 2017 | Premios Óscar        | Mejor actor                        | Daniel Kaluuya                                | Nominado  |
| 2017 | Premios Óscar        | Mejor guion original               | Jordan Peele                                  | Ganador   |
| 2017 | Premios Globo de Oro | Mejor película - Comedia o musical |                                               | Nominado  |
| 2017 | Premios Globo de Oro | Mejor actor - Comedia o musical    | Daniel Kaluuya                                | Nominado  |
| 2017 | Premios BAFTA        | Mejor actor                        | Daniel Kaluuya                                | Nominado  |
| 2017 | Premios BAFTA        | Estrella emergente                 | Daniel Kaluuya                                | Ganador   |
| 2017 | Premios BAFTA        | Mejor guion original               | Jordan Peele                                  | Nominado  |